# Eurovision: Australia Decides 2020
A 2020-as Eurovision: Australia Decides egy ausztrál zenei verseny volt, melynek keretein belül a közönség és a zsűri kiválasztották, hogy ki képviselje Ausztráliát a 2020-as Eurovíziós Dalfesztiválon Hollandiában. A 2020-as Eurovision: Australia Decides volt a második ausztrál nemzeti döntő.
Az élő műsorsorozatban ezúttal is tíz dal versenyzett az Eurovíziós Dalfesztiválra való kijutásért. A sorozat ezúttal is egyfordulós volt; csak egy döntőt rendeztek, 2020. február 8-án, ahol a közönség és a zsűri döntött mindenről.
A verseny győztese Montaigne lett, aki a Don’t Break Me (magyarul: Ne törj össze!) című dallal képviseli az országot Rotterdamban.

## Helyszín
Immáron másodjára rendezte a gold coast-i Kongresszusi és Kiállítási Központ a versenyt.  Érdekesség, hogy ugyanez a központ adott volna helyszínt az első Eurovíziós Ázsia-dalfesztiválnak. Legutoljára 2019-ben rendezte ugyanez a helyszín a versenyt, amikor Kate Miller-Heidke nyerte a versenyt Zero Gravity című dalával. Kate végül 9. helyen végzett Tel-Avivban összesen 284 ponttal.
| Ausztrália Gold Coast |

## A műsorvezetők
A műsor házigazdái ebben az évben sem változtak, ismét Myf Warhurst és Joel Creasey töltötték be ezt a szerepet. A páros közösen 2017 óta kommentálja az eurovíziós adásokat Ausztrália számára.

## Zsűri
- Josh Martin
- Kate Miller-Heidke
- Måns Zelmerlöw
- Milly Petriella
- Paul Clarke

## A résztvevők
Az SBS 2019. augusztus 29-én jelentette be hivatalosan, hogy ismét lehet jelentkezdni a dalválasztó műsorba. A dalok beküldésének határideje 2019. szeptember 30. volt.
Az műsorsugárzó 2019. november 7-én, november 19-én, december 5-én valamint 16-án jelentette be az élő műsorba jutottak névsorát a dalválasztó online felületein.
| Előadó          | Dal                  | Nyelv            | Szerző(k)                                                      |
| --------------- | -------------------- | ---------------- | -------------------------------------------------------------- |
| Casey Donovan   | Proud                | angol            | Justine Eltakchi                                               |
| Diana Rouvas    | Can We Make Heaven   | angol            | Diana Rouvas, Louis Schoorl                                    |
| Didirri         | Like Things Black    | angol            | Didirri Peters, Oscar Dawson                                   |
| iOTA            | Life                 | angol            | Jesse Watt                                                     |
| Jack Vidgen     | I Am King I Am Queen | angol            | Andrew Lowden, Jack Vidgen                                     |
| Jaguar Jonze    | Rabbit Hole          | angol            | Aidan Hogg, Deena Lynch                                        |
| Jordan Ravi     | Pushing Stars        | angol            | Mattias Lindblom, Tania Doko, George Sheppard, Martin Eriksson |
| Mitch Tambo     | Together             | angol, gamilaary | Roberto De Sa, Isabella Kearney-Nurse, Andy Hopkin             |
| Montaigne       | Don’t Break Me       | angol            | Jessica Cerro, Anthony Egizii, David Musumeci                  |
| Vanessa Amorosi | Lessons of Love      | angol            | Vanessa Amorosi, Aleena Gibson, Trevor Muzzy                   |

## Döntő
A döntőt február 8-án rendezte az SBS tíz előadó részvételével a Gold Coast-on, a Kongresszusi és Kiállítási Központban. A végeredményt a zsűri és a nézők szavazatai alakították ki. Az est folyamán extra produkciót adott elő Dami Im, a 2016-os Eurovíziós Dalfesztivál második helyezettje és Kate Miller-Heidke, az előző év győztese, valamint a 2019-es Eurovíziós Dalfesztivál kilencedik helyezettje. A két ausztrál meghívott előadó mellé a 2015-ös Eurovíziós Dalfesztivál nyertese, a svéd Måns Zelmerlöw is csatlakozott, aki még duettet is énekelt Damival.
| #  | Előadó          | Dal                  | Zsűri | Nézők | Összesen | Eredmény |
| -- | --------------- | -------------------- | ----- | ----- | -------- | -------- |
| 01 | iOTA            | Life                 | 19    | 13    | 32       | 9.       |
| 02 | Jordan Ravi     | Pushing Stars        | 11    | 12    | 23       | 10.      |
| 03 | Jaguar Jonze    | Rabbit Hole          | 18    | 28    | 46       | 6.       |
| 04 | Jack Vidgen     | I Am King I Am Queen | 19    | 15    | 34       | 8.       |
| 05 | Vanessa Amorosi | Lessons of Love      | 42    | 40    | 82       | 3.       |
| 06 | Diana Rouvas    | Can We Make Heaven   | 24    | 18    | 42       | 7.       |
| 07 | Mitch Tambo     | Together             | 24    | 33    | 57       | 5.       |
| 08 | Casey Donovan   | Proud                | 40    | 60    | 100      | 2.       |
| 09 | Montaigne       | Don’t Break Me       | 54    | 53    | 107      | 1.       |
| 10 | Didirri         | Like Things Black    | 39    | 24    | 63       | 4.       |

## Az Eurovíziós Dalfesztiválon
Ausztráliának 2020-ban is részt kell vennie az elődöntőben. 2020. január 28-án osztották fel a résztvevő országokat az elődöntőkbe, az ausztrál előadó az első elődöntő első felében léphet a színpadra.